# 1915
Cette page concerne l'année 1915 (MCMXV en chiffres romains) du calendrier grégorien.
L'année 1915 est une année commune qui commence un vendredi.

## En bref
- 24 avril : début du génocide arménien.
- 25 avril : début de la bataille des Dardanelles.
- 23 juin : début de l'offensive italienne sur l'Isonzo.

## Événements

### Afrique

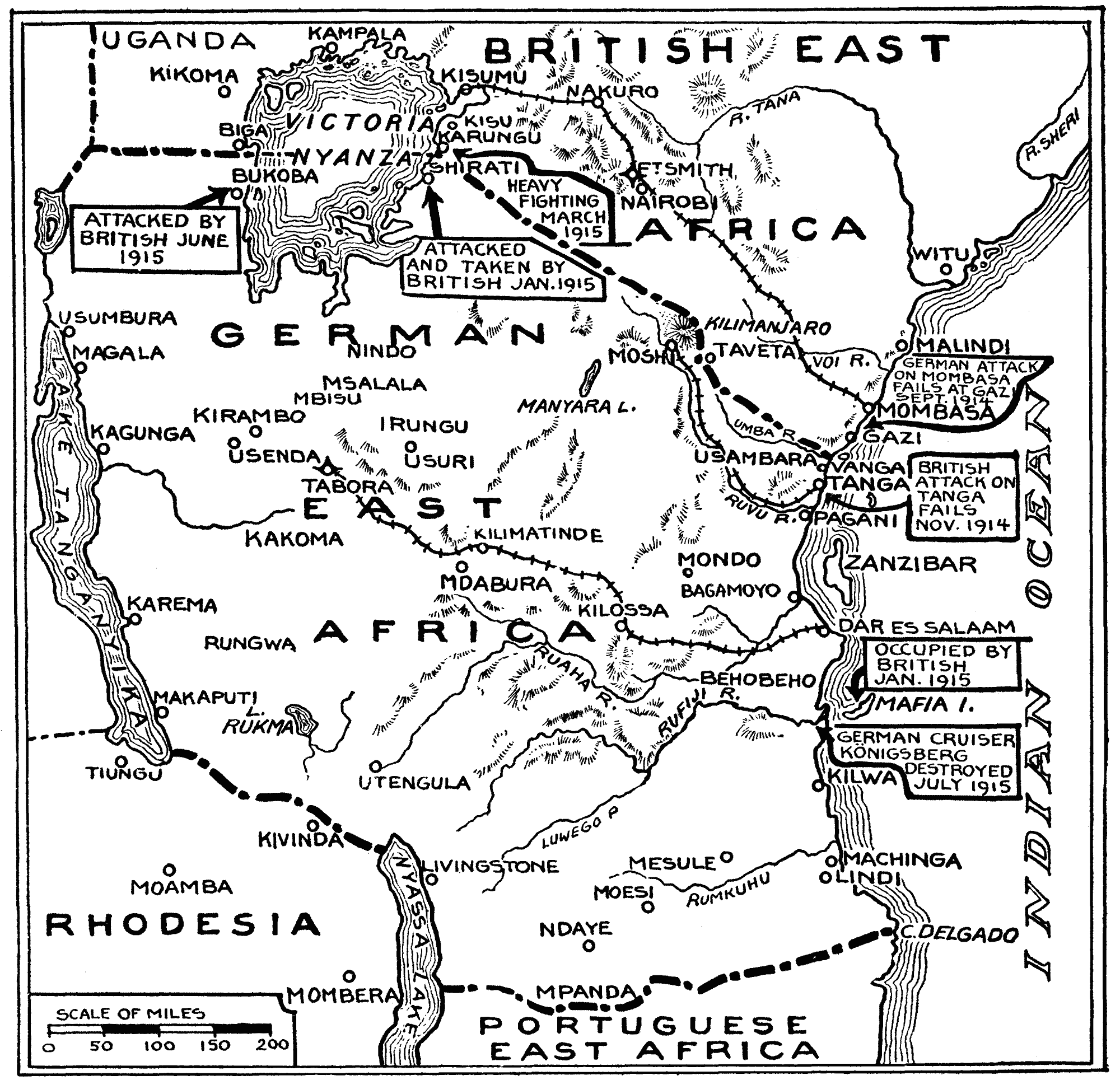
La guerre en Afrique orientale en 1915.

- 18 janvier : victoire de l'armée allemande dirigée par Paul Emil von Lettow-Vorbeck sur les troupes britanniques à la bataille de Jassin en Afrique orientale allemande[1].
- 23 janvier : révolte au Nyassaland conduite par John Chilembwe contre les colons anglais. John Chilembwe est tué le 3 février[2].

- 13 février : circulaire pour le lancement d'un programme de renforcement de la production alimentaire en AEF[3], pour nourrir les troupes coloniales engagées au Cameroun.
- 13-14 février : évasion de l'aménokal Fihroun, chef des Touaregs Oulliminden, de sa prison de Gao ; il proclame le jihad; la révolte gagne les Touareg du Gourma, menée par le marabout Mohammed Ahmed[4].

- 23 février : début de la révolte des Bambaras du Bélédougou contre la conscription, dirigée par Koumi Diossé autour de Kati. Il faut un mois d'opération à la colonne du commandant Caillet pour venir à bout de 4 000 à 5 000 révoltés à Zambougou (6 mars), puis à Koumi (18-19 mars) dans le Bélédougou[5].

- 25 - 26 avril : victoire sud-africaine à la bataille de Gibeon au Sud-Ouest africain allemand[6].
- Avril : le prédicateur William Wade Harris est expulsé par le gouverneur français de la Côte d'Ivoire vers le Liberia[7].

- 12 mai : l'armée de l'Union sud-africaine prend Windhoek, la capitale du Sud-Ouest africain[8].
- 18 mai, Kenya : entrée en vigueur de la Crown Lands Ordinance. Elle interdit les mutations foncières entre gens de races différentes et étend la durée des baux dont les colons peuvent jouir de 99 à 999 ans[9]. La même année, la Native Registration Ordinance introduit le système du pass.
- 25 mai : arrestation de Dipa Mangassa, chef de la révolte des Bambaras et des Kagoro du Goumbou contre la conscription au Soudan français[5].

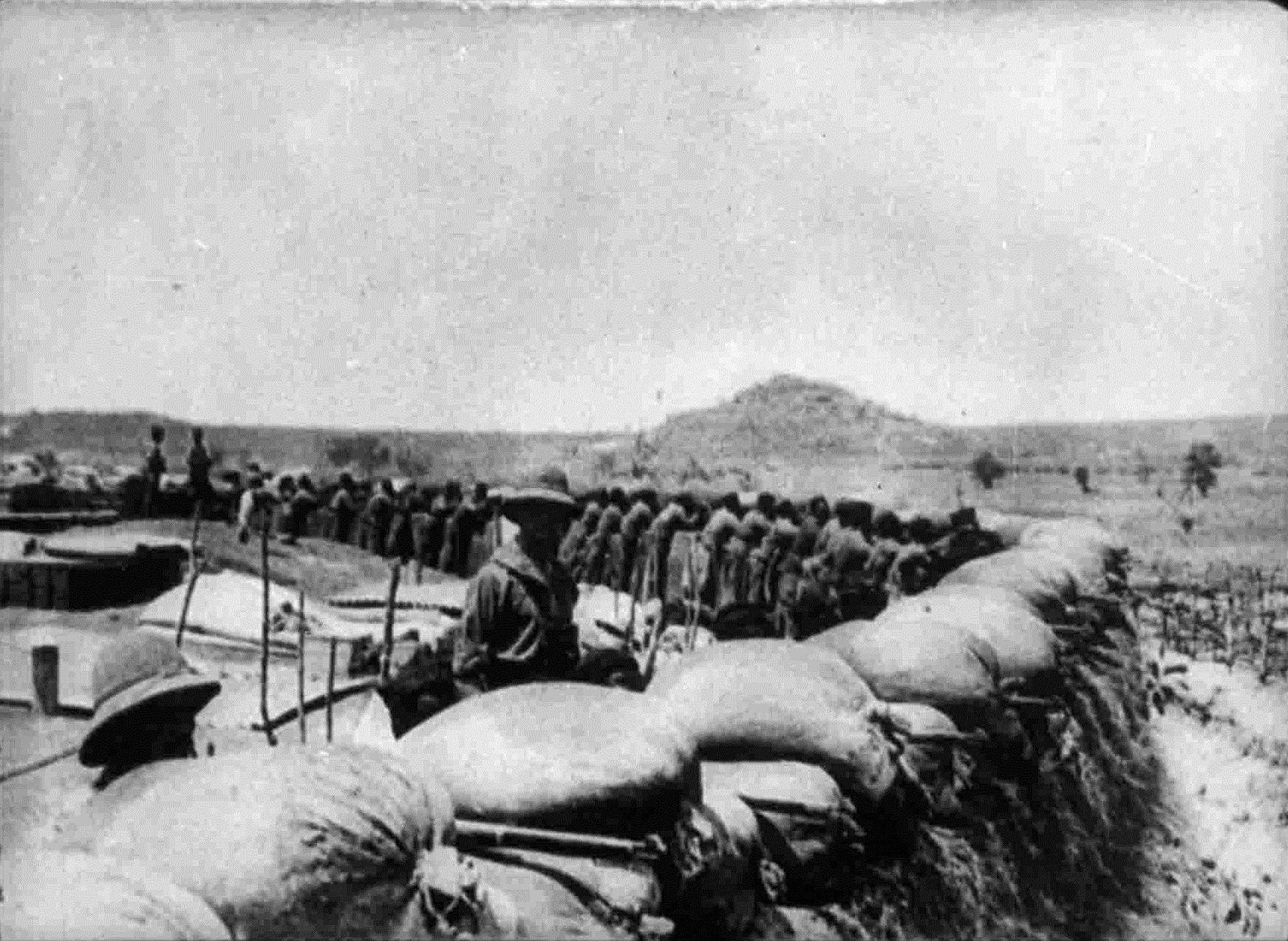
Les fortifications allemandes à Garoua.

- 10 juin : prise de Garoua au Cameroun, assiégée depuis le 8 janvier par les troupes franco-britanniques[10].
- 22-23 juin : les Allemands d'Afrique orientale sont battus par les Britanniques à la bataille de Bukoba[11].

- 9 juillet : les Allemands du Sud-Ouest africain capitulent et les Sud-Africains occupent la colonie qu'ils espèrent annexer[8].

- 18 - 20 août : l'insurrection ovambo est écrasée par les Portugais du général Pereira de Eça à la bataille de Mongua dans le sud de l'Angola[12].

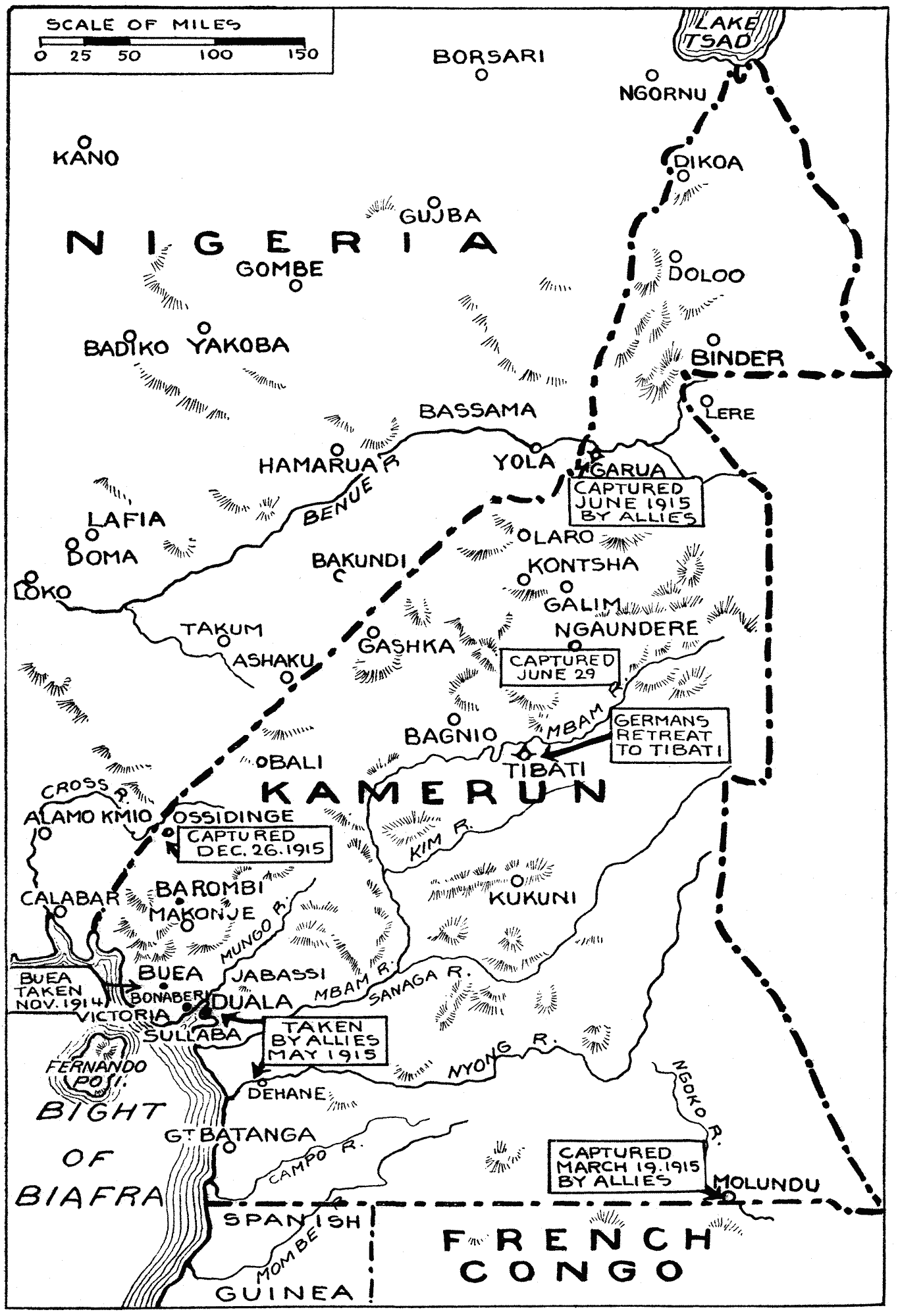
Campagne du Kamerun en 1915.

- 25-26 août : conférence interalliée à Douala. Reprise de l'offensive au Cameroun après la saison des pluies, à la fin du mois d'octobre. Yaoundé tombe le 1er janvier 1916[13].

- 23 septembre : l'École nationale d'instituteurs à Gorée devient l'École normale William-Ponty[14].

- 9 octobre : décret ordonnant la mobilisation 50 000 hommes en Afrique-Occidentale française[5].

- 16 novembre : début du soulèvement des Bobo et des Minianka des cercles de San et de Koutiala contre l'administration coloniale française, opposés au travail forcé et à la conscription obligatoire pour les champs de bataille européens, qui marque le début de la guerre du Bani-Volta. Le soulèvement est durement réprimé et quelques chefs Bobo sont pendus à Tominian en 1916[5].
- Novembre : création en France d'un Service d'utilisation des produits coloniaux pour la Défense nationale[15].

- 4 décembre, Nairobi : adoption du Compulsory Service Ordinance[16]. Décret autorisant le recrutement par conscription dans les territoires britanniques d'Afrique orientale[17]. En 1916, des troupes d'Afrique de l'Ouest (plus de 10 500 hommes) feront mouvement pour renforcer le front oriental. 56 761 soldats sont recrutés au total, assistés de 932 416 hommes chargés de la logistique, dont 691 278 porteurs.
- 12 décembre-18 janvier 1916 : arrestation de centaines de militants nationalistes de la Vy Vato Sakelika à Madagascar[18].
- Décembre : début de la révolte des Touaregs du Gourma (rive droite du Niger), rejoint par certains groupes nomades haoussas de la rive gauche, entre Goundam et Tombouctou ; une colonne envoyée par l'administration coloniale atteint Saouga le 22 février 1916 : les Touaregs sont battus à Tinnalabak (13 mars 1916) puis définitivement à Yomboli (2 juin 1916)[19].
- La prêtresse Maria Nkoi (Marie aux léopards) encourage la révolte en pays ekonda au Congo ; elle est emprisonnée[20].

### Amérique
- 6 janvier, Mexique : Venustiano Carranza décrète une « loi annulant toutes les dépossessions de terres, eaux et bois appartenant au peuple, distribués en violation des dispositions contenues dans la loi du 25 juin 1856 », première étape de la réforme agraire mexicaine[21]. En février, les anarcho-syndicalistes de la Casa del Obrero Mundial se rallient à Carranza et forment des Bataillons rouges pour combattre les conventionnalistes[22].

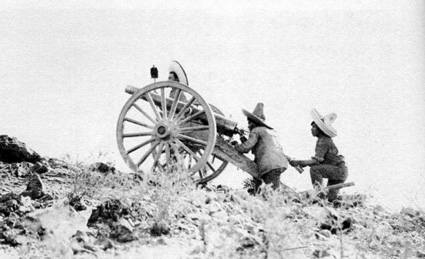
6 avril - 15 avril : batailles de Celaya.

- 6 avril - 15 avril, Mexique : batailles de Celaya[23]. Alvaro Obregón obtient une série de victoires militaires décisives sur Pancho Villa (Celaya, Trinidad (23 mai), León (30 mai), Santa Ana del Conde (3 juin) et Aguascalientes (10 juillet)[24]. Les chefs de guerre sont alors cantonnés dans leurs fiefs respectifs et Carranza peut rentrer à Mexico le 11 juin[25].

- 13 mai : tensions diplomatiques entre l'Empire allemand et les États-Unis après l'affaire du torpillage du Lusitania le 7 mai[26].

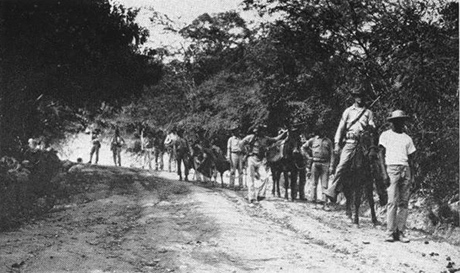
Marines en patrouille durant l'occupation d'Haïti en 1915.

- 28 juillet : intervention militaire des États-Unis en Haïti[27]. Début de l'occupation par les États-Unis qui défendent les intérêts de la banque Kuhn, Loeb & co (fin en 1934). Les marines supervisent l'élection du président par le Congrès et imposent un traité leur permettant d'intervenir pour garantir le maintien du gouvernement.

- 5 août : ouverture à Washington d'une conférence latino-américaine sur la question de l'instabilité politique du Mexique. Une commission représentant huit pays latino-américains et les États-Unis reconnaît Carranza comme l'autorité légale du Mexique. Les chefs rebelles, à l'exception de Villa, baissent les armes[28].

- 16 septembre : traité entre Haïti et les États-Unis, qui prennent le contrôle des droits de douane du pays jusqu'en 1934[29].
- 7 septembre : Wilson autorise les prêts aux gouvernements belligérants[30]. En avril 1917, l'Allemagne a pu emprunter 27 millions de dollars et l'Entente plus de 2 milliards.

- 19 octobre : les États-Unis reconnaissent de facto le gouvernement de Carranza au Mexique[25].
- 21 octobre : première communication intercontinentale par TSF entre Arlington (États-Unis) et la tour Eiffel[31].

- 17 novembre : loi instaurant la journée de travail de huit heures et la semaine de six jours en Uruguay[32].

### Asie

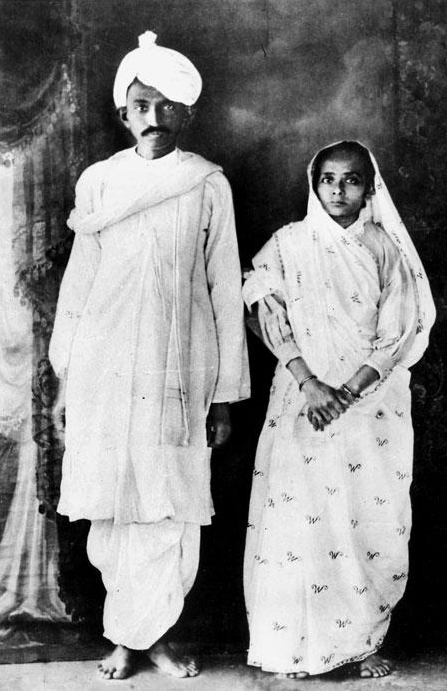
Gandhi et son épouse Kasturba à leur retour en Inde en 1915.

- 9 janvier, Bombay : arrivée en Inde de l'avocat gujrati Mohandas Karamchand Gandhi de retour de Pretoria via Londres[33]. Il a dirigé en Afrique du Sud un mouvement réclamant l'égalité des droits entre Indiens et Européens et y a organisé à trois reprises des campagnes de résistance passive.
- 18 janvier : « Vingt et une demandes »[34]. Le Japon envoie des revendications économiques et politiques à la Chine en échange de la restitution du territoire de Jiaozhou. Le projet consiste à faire du continent une zone privilégiée d'influence et d'intervention japonaise.

- 9 avril, Inde : fondation du Hindu Mahasabha (Grande Association Hindoue) à l'occasion du Kumbh Mela à Haridwar[35]. Le Hindu Mahasabha, parti nationaliste issu du Parti du Congrès, deviendra indépendant dans les années 1930. Situé dans la ligne de l'Arya Samaj, son idéologie fait des Hindous les représentants de la nation indienne. Les minorités doivent réduire leurs pratiques religieuses à la sphère privée et accepter les symboles hindous comme symbole de la nation.

- 7 mai : ultimatum du Japon à la Chine exigeant l'acceptation immédiate des « Vingt et une demandes ». Yuan Shikai s'incline le lendemain[34].
- 25 mai : traités instaurant la domination japonaise au Shandong, en Mandchourie et en Mongolie-Intérieure[36]. La Chine entrera en possession du territoire de Jiaozhou à fin de la guerre.

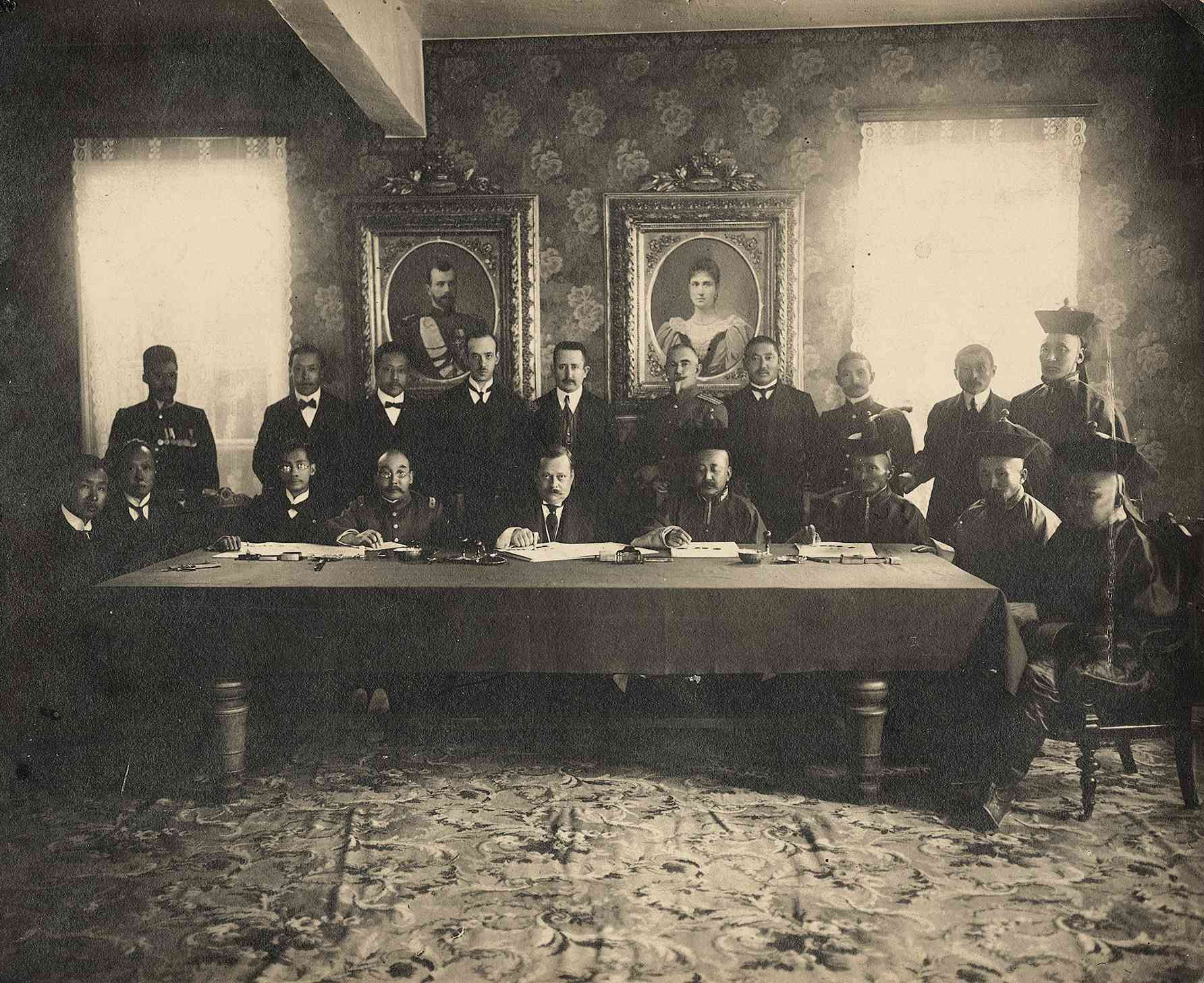
7 juin : les signataires du traité de Kiakhta.

- 7 juin (25 mai du calendrier julien) : accord tripartite signé à Kiakhta entre la République de Chine, l'Empire russe et la Mongolie, garantissant l'autonomie de la Mongolie, qui renonce à son exigence d'unification[37]. L'État théocratique mongol conserve l'administration féodale.
- 11 décembre : le conseil d'État proclame Yuan Shikai empereur de Chine sous le nom de Hongxian[38].
- 23 décembre : Cai E lance un ultimatum à Yuan Shikai, puis proclame l'indépendance du Yunnan le 25 décembre. Début de la Guerre de protection de la nation en Chine[39].

### Proche-Orient
- 17 janvier : victoire de l'armée russe du Caucase sur les Turcs à Sarikamish. Deux corps d'armée sont détruits[40].

- 2-3 février : échec de la première offensive de Suez, raid de la IVe armée ottomane sur le canal de Suez grâce à la résistance de l'armée égyptienne[41]. Dès l'hiver 1914-1915 s'instaure un front d'Égypte. Les troupes britanniques, massées derrière le canal, parviennent à repousser les assauts ottomans.

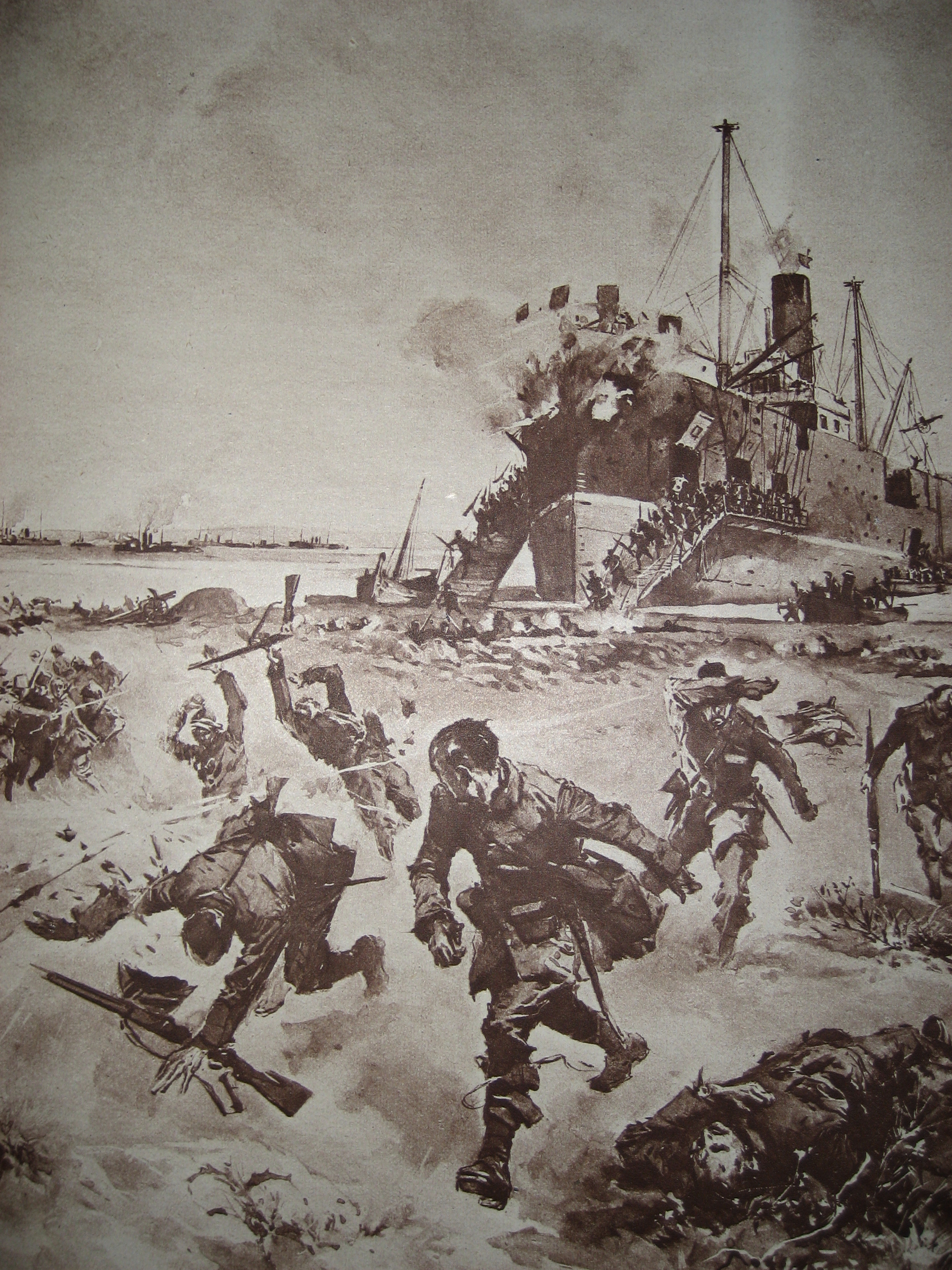
Le débarquement aux Dardanelles. Illustration patriotique française par Carrey pour le journal Le Miroir (1915).

- 19 février : mise en œuvre d'une opération navale des Alliés aux Dardanelles par les marines britanniques et françaises[42].
- 25 février, empire ottoman : décret d'Enver Pacha ordonnant le désarmement de tous les soldats arméniens[43].

- 4 mars-10 avril : accords anglo-franco-russes de Petrograd. Les représentants de la Triple-Entente s'entendent sur le démantèlement de l'Empire ottoman en cas de victoire des Alliés[44]. La Russie réclame la pleine possession de Constantinople et des Détroits, ainsi que la Thrace orientale. Elle accepte en retour les visées britanniques sur la Mésopotamie et le Golfe et la question Perse serait réétudiée de manière plus favorable. La France demande la Cilicie et la Syrie, mais la Russie refuse de voir les Lieux Saints passer sous contrôle français et préconise un régime international.
- 12 et 13 mars : premières interventions de l'armée ottomane, officiellement contre des déserteurs arméniens, à Dörtyol et à Zeïtoun, en Cilicie ; les Arméniens de Zeïtoun résistent et des soldats sont tués. Le 31 mars, les forces turques entrent dans la ville et arrêtent des notables et des enseignants[45].
- 18 mars : malgré le bombardement intensif des forts, la flotte anglo-française ne parvient pas à franchir les Détroits et perd un tiers de ses bâtiments[42].
- 23 mars : le général Patterson permet la création du « Zion Mule Corps », corps d'auxiliaires juifs volontaires tirant les mules, puis véritables combattants arborant le drapeau sioniste frappé du Maguen David[46]. Les Juifs d'Alexandrie y côtoient ceux de Palestine, de Damas ou de Bagdad. Ils participent aux combats de Gallipoli.
- 26 mars et 23 mai: le chérif Hussein de La Mecque envoie secrètement son fils Faysal à Damas, à l'occasion d'un voyage à Constantinople. Il affirme que le soutien britannique est nécessaire au déclenchement de toute insurrection arabe. Le comité arabe rédige le « protocole de Damas », un projet de coopération avec la Grande-Bretagne[47].

- 8 avril : la déportation des populations arméniennes commence à Zeïtoun[45].
- 24 avril : début d'une vague d'arrestations et d'assassinats des élites arméniennes de Constantinople[45].
- 25-26 avril : débarquement d'un corps expéditionnaire allié dans la presqu'île de Gallipoli en renfort des forces navales des Dardanelles[42]. L'expédition de Gallipoli fait 220 000 victimes du côté allié et 211 000 du côté ottoman[48].
- 26 avril : traité de Londres (Grande-Bretagne, France, Italie). Promesse à l'Italie d'une partie du sud-ouest de la Turquie et les îles du Dodécanèse[49].

- 24 mai : les Alliés envoient une note de protestation au gouvernement ottoman à propos du massacre des Arméniens[50].

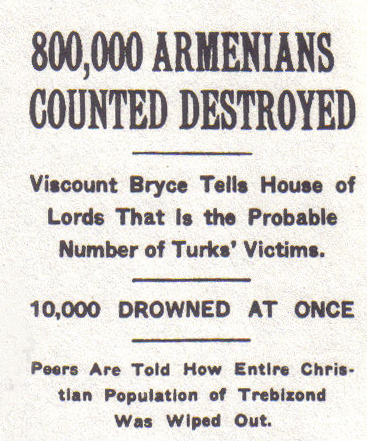
Une du New York Times concernant le massacre des Arméniens. Sur les 2,1 millions d'Arméniens qui restent dans l'Empire ottoman, un million environ périt de 1915 à 1918. 120000 survivants atteignent les villes syriennes, 200000 l'Euphrate, et 300000 le Caucase à la faveur de l'occupation russe. Après de nombreux départs en Europe, il ne reste au Moyen-Orient que 70000 Arméniens.

- 27 mai, empire ottoman : promulgation de la loi provisoire sur « le déplacement et l'installation des personnes suspectes » légalisant la déportation des Arméniens[43]. Par le décret du 30 mai, le Conseil des ministres ottoman confirme la nécessité des déportations mais y ajoute des mesures visant à protéger les biens des déportés[51].

- 14 juillet : le chérif Hussein de La Mecque envoie une lettre au haut-commissaire britannique en Égypte, sir Henry Mac-Mahon. Il propose de créer un mouvement d'insurrection dans la péninsule arabique en échange de l'indépendance des pays arabes, de la reconnaissance d'un califat arabe et de l'abolition des privilèges étrangers. Dans sa réponse du 30 août, Mac-Mahon approuve « l'indépendance de l'Arabie » mais repousse la fixation des frontières à la fin de la guerre[52].

- 28 août : onze nationalistes arabes sont pendus à Beyrouth, 45 sont condamnés à mort par contumace. Après son échec contre le canal de Suez, Djemal Pacha décapite les mouvements nationalistes arabes de Syrie pour assurer les arrières de son armée stationnée entre Gaza et Beersheba[53].

- 28 septembre : en Mésopotamie, les Britanniques enlèvent Kout-el-Amar après de violents combats contre les Turcs[54].

- 24 octobre : devant l'insistance du shérif de La Mecque, Mac-Mahon lui promet l'indépendance des provinces arabes de l'empire ottoman, sauf Bagdad et Bassorah, les districts de Mersina et d'Alexandrette et de certaines parties de la Syrie. Le 5 novembre, le shérif de La Mecque accepte les demandes anglaises concernant la Mésopotamie mais refuse les arguments sur le littoral syrien[52].

- 22-25 novembre : bataille de Ctésiphon[55].
- 2 décembre :  l'Académie royale des sciences de Prusse publie l'article d'Albert Einstein sur la Relativité générale.

- 19 décembre : retrait des troupes anglo-françaises des Dardanelles (fin le 8 janvier 1916[56].
- 26 décembre : Abdelaziz Ibn Sa'ud conclut un traité avec la Grande-Bretagne[57]. Il obtient la reconnaissance de ses possessions, la protection britannique, des livraisons d'armes et d'argent. Il ne prend aucun engagement en vue d'un soulèvement contre les Ottomans mais promet de respecter les territoires sous protection britannique. Ce traité permet à l'émir du Nedjd de rester en dehors du conflit, de renforcer son autorité sur les tribus et de développer l'Ikhwan.

### Europe
- 19 janvier :
  - Premier bombardement aérien de civils par un zeppelin au Royaume-Uni[58].
  - Premiers combats sur le Hartmannswillerkopf dans les Vosges (19 janvier-20 janvier, 26 mars, 25 avril-26 avril et 21 décembre-22 décembre)[59].
- 20 janvier : début d'une offensive russe dans les Carpates pour atteindre en Hongrie la ligne Eperies-Sziget[60].
- 22 janvier : lois réglementant la durée du travail au Portugal[61].
- 24 janvier : victoire de la flotte britannique près du Dogger Bank sur l'escadre allemande[62].
- 28 janvier : coup d'État du président de la république Manuel de Arriaga au Portugal[63]. Le gouvernement démocrate démissionne et Arriaga désigne son ami Pimenta de Castro, chargé de préparer les élections.
- 31 janvier : première utilisation de gaz toxiques (bromure de xylyle) à la bataille de Bolimov, en Pologne ; le froid en atténue les effets[64].

- 4 février : le gouvernement allemand proclame « zone de guerre », les eaux territoriales britanniques : début de la guerre sous-marine[65].
- 4 février-9 avril : victoire allemande sur les Russes à la bataille de Zwinin dans les Carpates[66].
- 5 février : les premiers avions armés d'une mitrailleuse, les Vickers F.B.5, qui équipent une escadrille de chasse britannique du Royal Flying Corps, arrivent en France[67].
- 7 février : offensive allemande au sud-est des lacs Mazures dirigée par Hindenburg. Encerclés, les Russes se replient sur le Niémen le 22 février. Les Russes perdent 200 000 hommes, dont 90 000 sont faits prisonniers par les Allemands[68].
- 15 février - 23 mars : bataille de Vauquois[69] ; guerre des mines sur la butte de Vauquois jusqu'en avril 1918.
- 16 février : début de deuxième offensive alliée en Champagne pour empêcher tout transfert de troupes allemandes en Russie (fin le 16 mars)[70].
- 17 février : début de la bataille des Éparges pour le contrôle de la plaine de Woëvre (assaut les 17-21 février, 17-27 mars et 5-9 avril)[71].
- 19 février : expédition des Dardanelles (fin en février 1916)[42].
- 24 février : après l'arrêt de leur offensive aux lacs Mazures[68], les Allemands s'emparent de Przasnysz au nord de Varsovie. La ville est reprise par les Russes le 27 février et les Allemands se retirent, laissant 10 000 prisonniers[72].

- 1er mars : dans une note remise aux États-Unis, les Alliés étendent le blocus à la totalité des marchandises allemandes[73].
- 9 mars : le gouvernement du royaume d'Italie présente aux gouvernements de l'entente un mémorandum secret contenant les prétentions de l'Italie en échange de son intervention dans le conflit (Trentin, Tyrol du Sud, Trieste, l'Istrie et une partie de la Dalmatie)[74].
- 10-13 mars : violents combats à Neuve-Chapelle entre Britanniques et Allemands[75].
- 11 mars et 10 avril : accord des gouvernements britanniques et français sur le principe d'une annexion de Constantinople et des Détroits par la Russie[76].
- 16 mars : fin de la bataille de Champagne. Échec de la tentative de percée française en Champagne (16 février-16 mars)[77].
- 18 mars : Britanniques et Français échouent dans leur tentative de passage en force des Dardanelles[78]. Le cuirassé Bouvet coule en deux minutes avec la perte de plus de 600 marins après avoir touché une mine. Les cuirassés Suffren et Gaulois sont aussi endommagés par des mines.
- 20-21 mars : un zeppelin bombarde de nuit la gare Saint-Lazare et la gare du Nord à Paris[58].

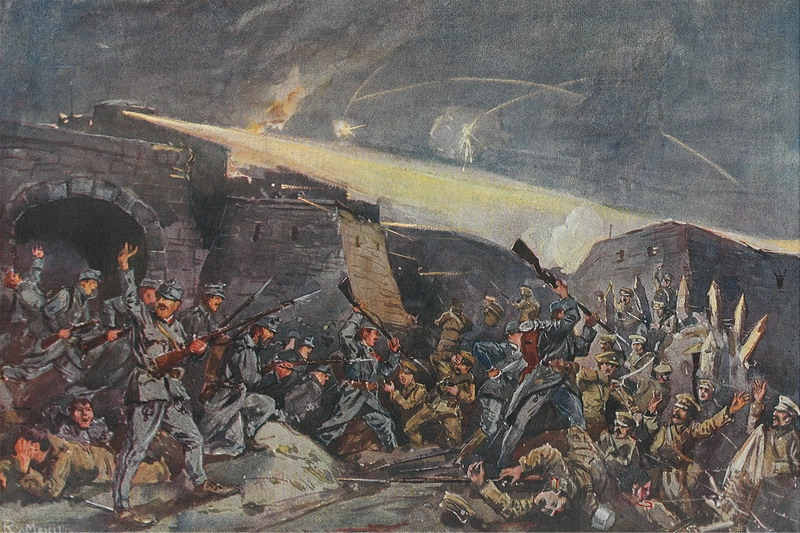
22 mars : capitulation de Przemysl.

- 22 mars : capitulation de la place autrichienne de Przemysl devant les Russes[79].

- 1er avril (19 mars du calendrier julien), Russie : exécution pour trahison du colonel Miasoïedov[80]. Le ministre de la Guerre Soukhoumlinov, discrédité, démissionne et est mis en accusation. Il est remplacé le 26 juin par Alexeï Polivanov[81].

- 22 avril : première utilisation de gaz incapacitants (chlore) par les Allemands à Ypres[58].
- 24 avril : arrestation et déportation de plus de 600 intellectuels arméniens de Constantinople par les Jeunes-Turcs[82]. Simple opération de police pour les uns, considérée symboliquement comme marquant le début du génocide des Arméniens pour les autres.
- 25 avril : débarquement d'un corps expéditionnaire allié aux Dardanelles[58]. L'expédition de Gallipoli échoue en juillet ; les Alliés perdent entre 141 000  et   252 000 soldats (dont 44 000  à   51 000 tués), les Ottomans entre 170 000 et 251 000 (dont 60 000  à   67 000 tués)[83].
- 26 avril : traité secret de Londres entre l'Entente et l'Italie qui s'engage à entrer en guerre contre les Empires centraux dans un délai d'un mois. Les Alliés acceptent les revendications du 9 mars[74].
- 28 avril, 6-8 mai, 4 juin : les Alliés échouent à prendre Krithia après une série de combats[84].

- 2 mai : offensive austro-allemande de Gorlice-Tarnov en Galicie pour éviter l'invasion de la Hongrie par les Russes (fin le 18 septembre)[85]. Les Russes battent en retraite sur un front de 160 km.
- 3 mai : l'Italie dénonce le traité de la Triple-Alliance qui la liait aux Empires centraux[86].

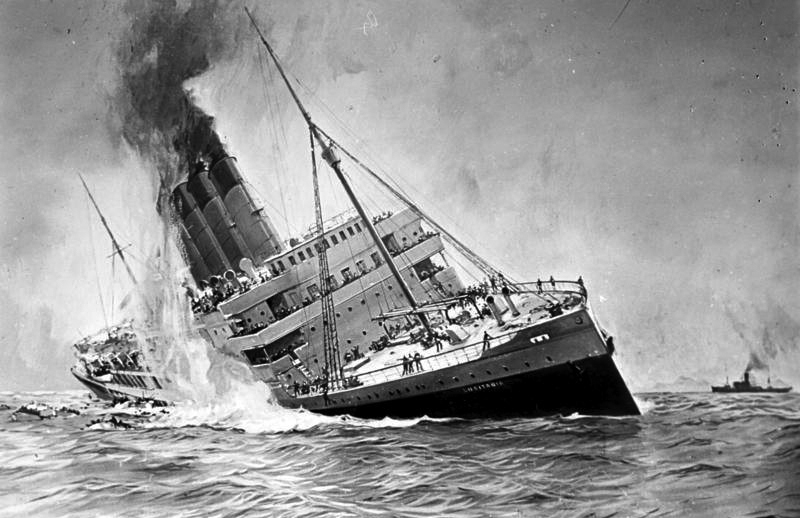
7 mai : naufrage du Lusitania.

- 7 mai : torpillage par les Allemands du paquebot britannique Lusitania au sud des côtes irlandaises par un sous-marin allemand[58].
- 9 - 15 mai : offensive française en Artois. Échec (juin)[77].
- 14 mai :
  - émeute républicaine à Lisbonne. Arriaga doit démissionner et est remplacé par Teófilo Braga jusqu'en août quand est élu Bernardino Machado[87].
  - Le Times publie un article mettant en cause le gouvernement britannique dans l'échec des attaques de Neuve-Chapelle et d'Aubers Ridge, qui seraient dus à un manque de munitions. Début de la Crise des obus en Grande-Bretagne[88].
- 15 mai : les Russes sont battus à la bataille du San dans les Carpates par la XIe armée du maréchal August von Mackensen[89].
- 15-27 mai : victoire britannique à la bataille de Festubert, en Artois[90].
- 23 mai : le royaume d'Italie déclare la guerre à l'Autriche-Hongrie[86].

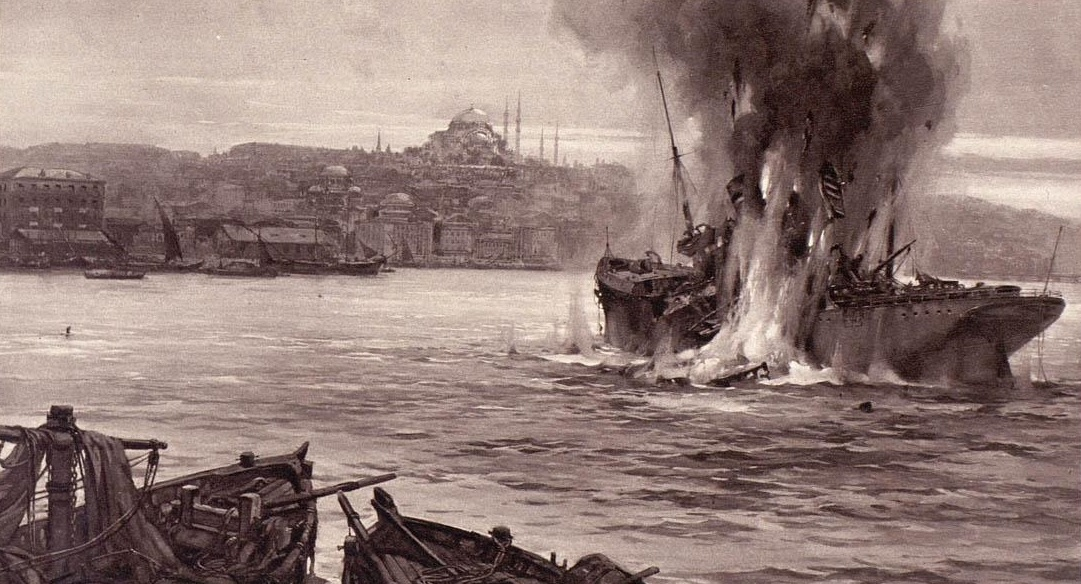
25 mai : un sous-marin britannique E11 torpille le cargo turc Stamboul sur le Bosphore.

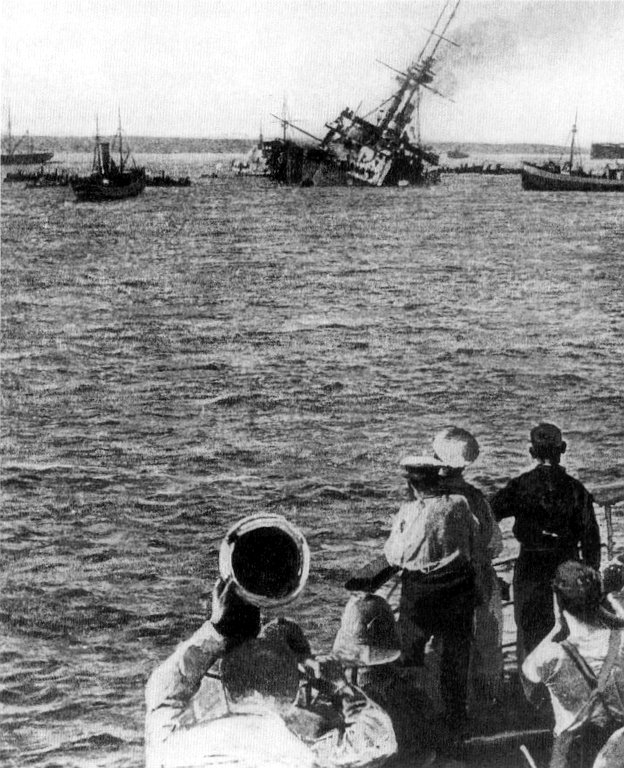
27 mai : le est coulé par un sous-marin allemand à Cape Helles, Dardanelles.

- 25 mai : début du ministère de coalition d'Herbert Asquith, Premier ministre du Royaume-Uni (fin en 1916)[91]. Les travaillistes accèdent pour la première fois aux affaires (Arthur Henderson, puis George Barnes). Le libéral David Lloyd George devient ministre des munitions[92].
- 29 mai : les troupes serbes envahissent l'Albanie et occupent Elbasan (4 juin) et Tirana (9 juin)[93].

- 1er juin : loi électorale au Portugal. Le droit de vote est supprimé aux chefs de famille analphabètes[94].
- 3 juin : rupture du front russe à Gorlice en Galicie. Les Russes évacuent Przemysl[85].
- 5 juin : nouvelle constitution au Danemark, qui donne le droit de vote aux femmes[95].
- 7-13 juin : victoire française à la bataille d'Hébuterne, en Artois[96].
- 9 juin : en Allemagne, 750 sociaux-démocrates conduits par Karl Liebknecht protestent contre la politique du gouvernement[97].
- 10 - 11 juin (28-29 mai du calendrier julien) : émeutes et manifestation xénophobes à Moscou[98].
- 13 juin : victoire du libéral Eleftherios Venizelos aux législatives en Grèce[99].
- 23 juin :
  - prise de Lemberg (Lvov) par les Allemands sur les Russes, qui battent en retraite[85].
  - Front italien : début de l'offensive italienne sur l'Isonzo contre les lignes autrichiennes. Douze batailles sur l'Isonzo de juin 1915 à octobre 1917 coûtent d'énormes pertes en hommes et en matériel[100].

- 1er juillet[101], Russie : création d'un comité central des industries de guerre, sous la pression des milieux d'affaires réunis en congrès à Petrograd le 27 mai[102].
- 2 juillet : bataille de l'île de Gotland[103].
- 7 juillet :
  - Première conférence interalliée à Chantilly où sont examinées les offensives sur le front de l'Ouest, le front italien et en Serbie[104].
  - Fin de la première bataille de l'Isonzo[100].
- 13 juillet : offensive allemande sur le Niémen et la Narew dans le but d'encercler les Russes stationnés dans la boucle de la Vistule[105].
- 18 juillet-3 août : échec italien de la deuxième offensive sur l'Isonzo[100].
- 18-20 juillet (5-7 juillet du calendrier julien) : congrès socialiste interbalkanique de Bucarest[106]. Il condamne la IIe Internationale et se prononce en faveur des thèses de Karl Liebknecht et des Bolcheviks.
- 20 juillet : début de la bataille du Linge dans les Vosges[107] (fin le 15 octobre).
- 31 juillet : les Autrichiens prennent Lublin et Chełm[108].

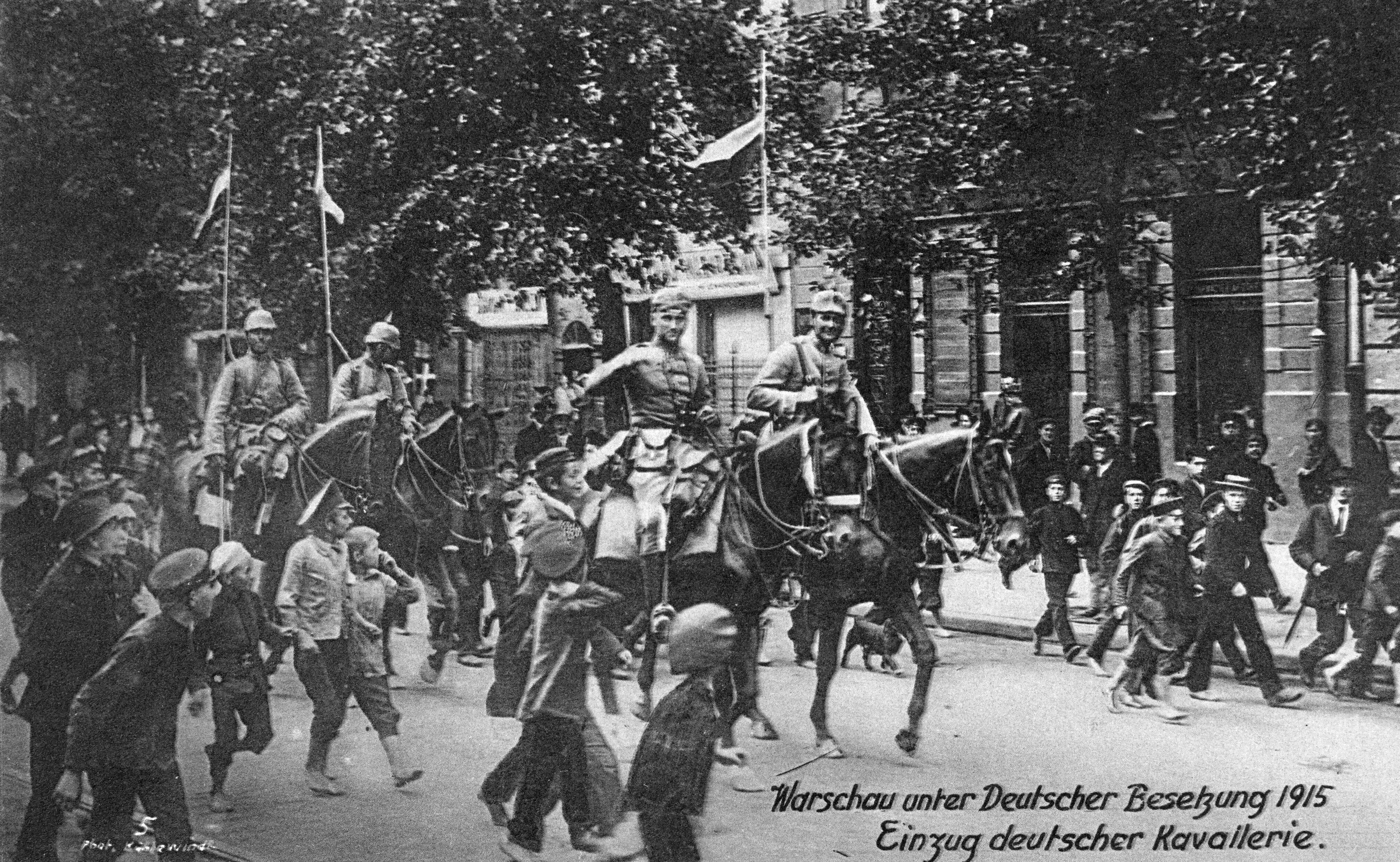
5 août : la cavalerie allemande à Varsovie

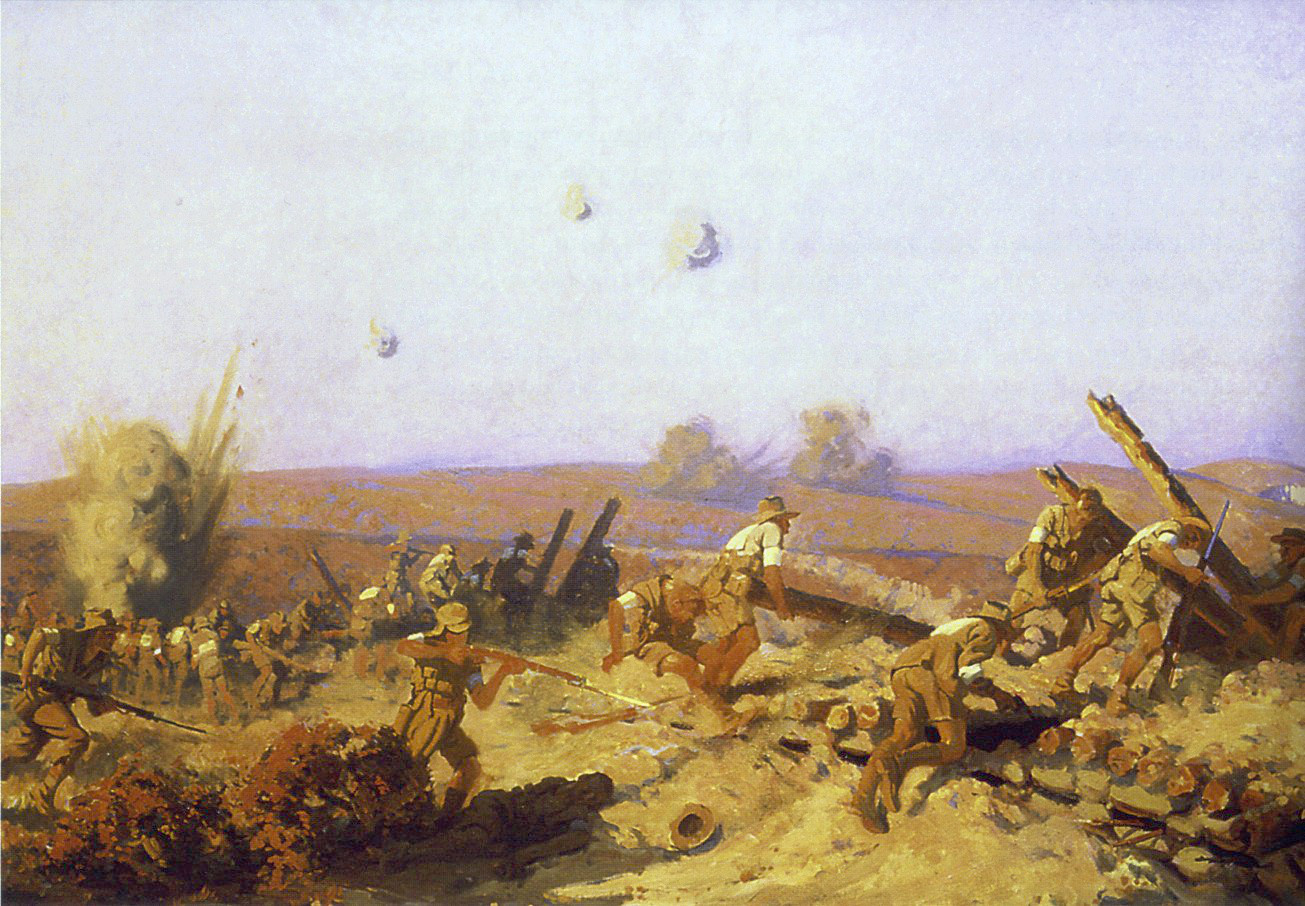
6 août : la prise de Lone Pine par les Australiens, pendant la bataille des Dardanelles

- 5 août : les troupes allemandes prennent Varsovie[105].
- 6- 7 août : débarquement de troupes britanniques dans la baie de Suvla (Dardanelles). Une contre-attaque turque, dirigée par Mustafa Kemal, les fait reculer et les Alliés évacuent la péninsule de Gallipoli[109].
- 8-19 août : échec de la flotte allemande à la bataille du golfe de Riga[110].
- 10 août : massacre de grévistes de l'industrie textile par la police du star à Ivanovo-Voznessensk (30 morts, 53 blessés). Reprise des mouvements de grève en Russie[111].
- 18 août : les Allemands prennent Kovno sur le Niémen[112].
- 20 août : capitulation de Novogeorgievsk sur la Vistule, qui tombe aux mains des Allemands[112]. Repoussés sur Brest-Litovsk, les Russes abandonnent la ligne du Boug. La Pologne est aux mains des empires centraux[85].
- 21 août : l'Italie déclare la guerre à l'Empire ottoman[113].
- 23 août : Eleftherios Venizelos forme un nouveau gouvernement en Grèce[114].
- 25 août :
  - les Allemands prennent Brest-Litovsk[85].
  - crise politique en Russie. Formation du « Bloc progressiste » à la Douma, réunissant 2/3 des députés. Il réclame la formation d'un gouvernement responsable devant la nation[115].
- 26 août-2 octobre : offensive allemande sur le front de l'Est ; le 9 septembre, quatre divisions de cavalerie allemandes percent le front russe à Svientany, mais sont repoussés par la IIe armée russe.
- 1er septembre : traité germano-bulgare ; la Bulgarie bascule dans le camp des Empires centraux.
- 5 septembre (24 août du calendrier julien) : Nicolas II de Russie prend en personne le commandement des armées[116].
- 5 - 8 septembre : conférence socialiste de Zimmerwald (Suisse)[116], réunissant des dirigeants socialistes de onze pays européens (Léon Trotsky et Lénine, bolcheviks et mencheviks) : Manifeste pour la paix. Lénine et Zinoriev préconisent la transformation de la guerre impérialiste en guerre civile révolutionnaire.
- 6 septembre : traité secret entre la Bulgarie et les Empires centraux selon lequel la Bulgarie obtiendrait la Macédoine et un débouché sur l'Adriatique si elle déclare la guerre à la Serbie et à l'Entente (14 octobre)[117].
- 8 septembre (24 août du calendrier julien) : publication du programme du Bloc progressiste en Russie[118].
- 19 septembre : perte de Wilno par les Russes ; le 25 septembre, le front Est se stabilise sur une ligne Rīga-Pinsk-Tarnopol[119].
- 25 septembre : échec d'une tentative franco-britannique de percée en Champagne et en Artois (fin le 11 octobre)[77]. Jour le plus meurtrier de l'histoire de France (22 591 morts environ)[120].
- 25-28 septembre: victoire allemande sur les forces britanniques à la bataille de Loos en Artois[121]. Les gaz toxiques sont utilisés par les britanniques pour la première fois.
- 5 octobre : la Bulgarie entre en guerre aux côtés des Empires centraux. Courant octobre, les forces alliées qui se replient depuis les Dardanelles débarquent à Thessalonique pour soutenir la Serbie[116].
- 6 octobre :
  - invasion de la Serbie par les troupes allemandes et austro-hongroise dirigées par Mackensen ; Belgrade est prise le 9[122]. La Bulgarie rejoint l'offensive le 12[117].
  - Eleftherios Venizelos est renvoyé par le roi Constantin Ier de Grèce après qu'il a autorisé les Alliées à débarquer à Thessalonique. Gouvernement Alexandros Zaimis en Grèce[123].
- 12 octobre : exécution par les Allemands de l'infirmière résistante britannique Edith Cavell, à Schaerbeek, en Belgique occupée[124].
- 14 octobre : la Bulgarie déclare la guerre à la Serbie[117].
- 18 octobre-4 novembre : troisième bataille de l'Isonzo[100].
- 19 octobre : l'Italie et la Russie déclarent la guerre à la Bulgarie[108].

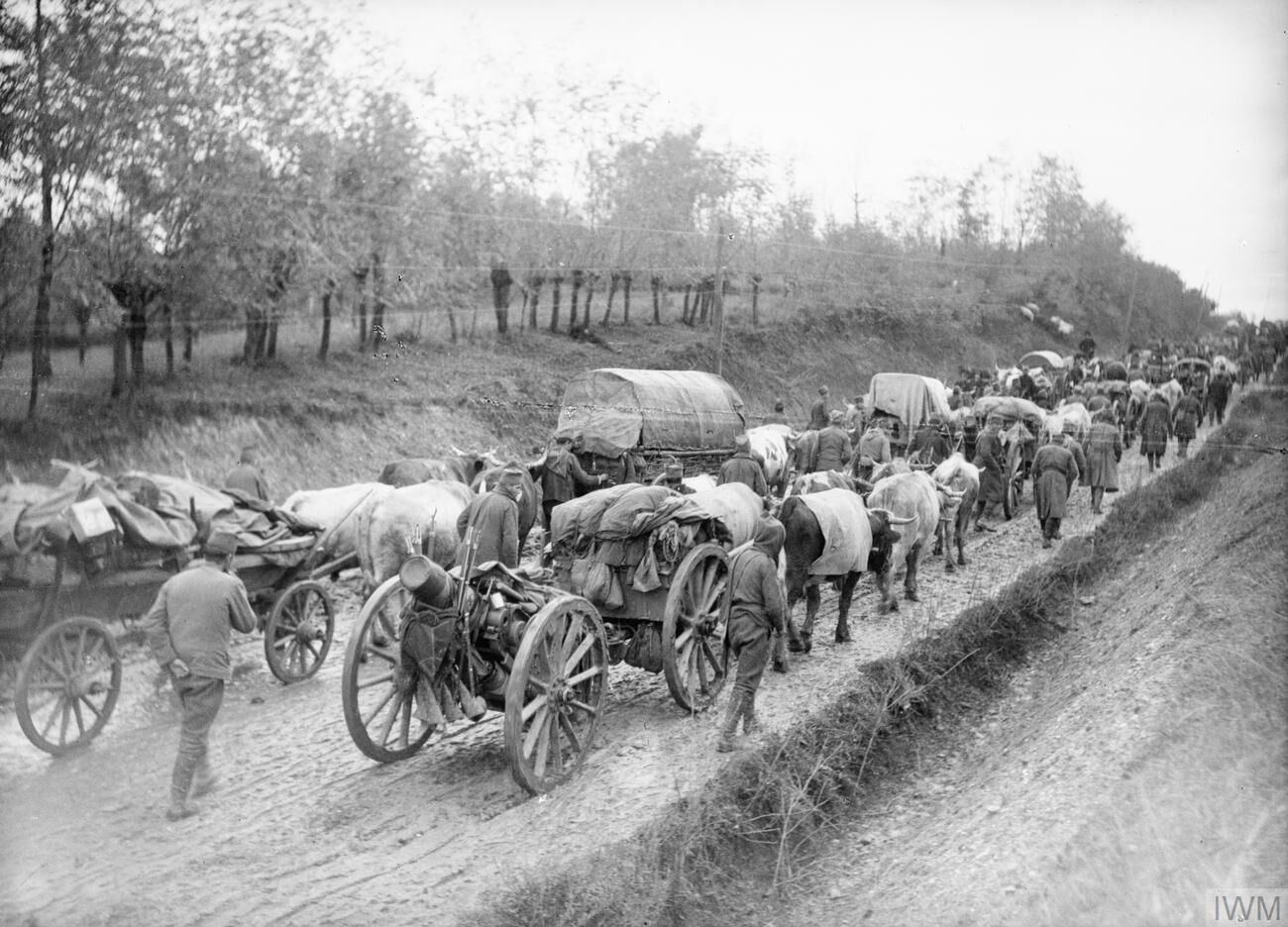
22 novembre : retraite de l'armée serbe.

- 10 novembre-2 décembre : quatrième offensive italienne sur l'Isonzo que les troupes ne parviennent toujours pas à franchir[100].
- 22 novembre : battue sur tous les fronts, l'armée serbe bat en retraite vers l'Albanie d'où elle est évacuée vers Corfou[122].
- 4 décembre : à la conférence de Calais, les états-majors de France et de Grande-Bretagne examinent la question de Salonique, hésitant entre évacuation et maintien des troupes[125]. Battues à Krivolak et à Kosturino en Macédoine par les Bulgares, les troupes alliées de Salonique reçoivent l'ordre de se replier au-delà du Vardar[126].

- 6 - 8 décembre : conférence de Chantilly. Les Alliés coordonnent leur plan d'offensive pour 1916[127].
- 10 décembre : fraternisation des soldats français et allemands au « Moulin rouge » de Thélus, dans le Pas-de-Calais, décrite dans les carnets de guerre de Louis Barthas[128].

## Décès en 1915

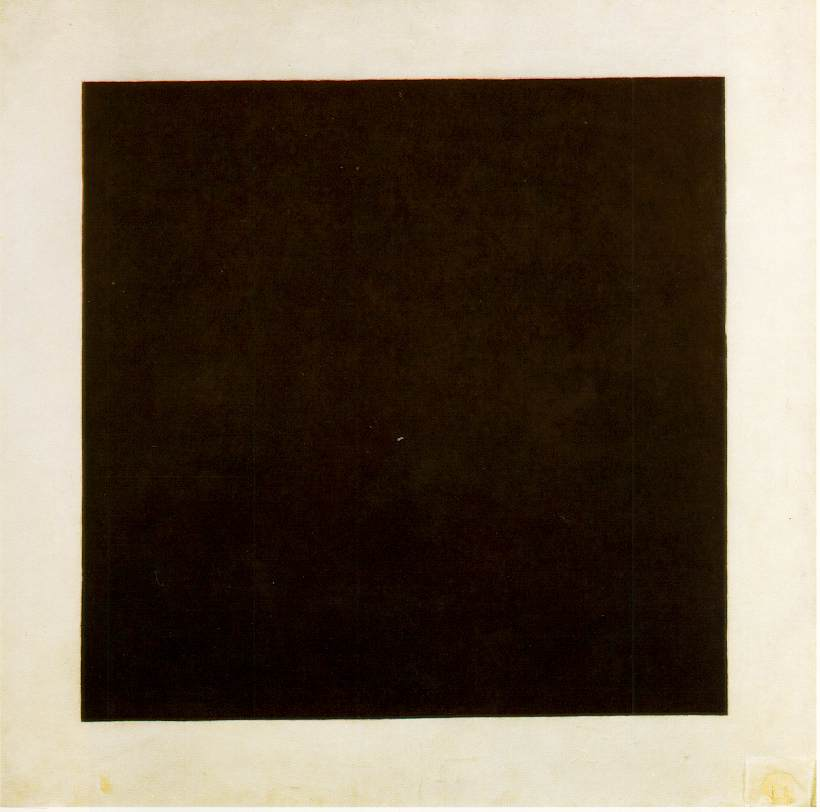
Carré noir sur fond blanc, de Kasimir Malevitch.La peinture en 1915 sur Commons